# Yasmin Ezzat
Yasmin Ezzat (* 27. August 2003 in Kairo) ist eine ägyptische Tennisspielerin.

## Karriere
Ezzat spielt vorwiegend auf der ITF Women’s World Tennis Tour, wo sie bislang sieben Titel im Doppel gewann.
2011 gab Ezzat bei der 1:2-Niederlage gegen Tunesien ihren Einstand für die ägyptische Fed-Cup-Mannschaft. Seitdem hat sie für ihr Land 24 Partien im Einzel und Doppel bestritten, von denen sie 14 gewinnen konnte (Einzelbilanz 6:6).

### College Tennis
Seit 2022 spielt Ezzat für die Damentennismannschaft der Utah Utes der University of Utah.

## Turniersiege

### Doppel
| Nr. | Datum              | Turnier             | Kategorie | Belag     | Partnerin        | Finalgegnerinnen                        | Ergebnis          |
| --- | ------------------ | ------------------- | --------- | --------- | ---------------- | --------------------------------------- | ----------------- |
| 1.  | 14. Mai 2022       | Kairo               | ITF W15   | Sand      | Noa Liauw a Fong | Noma Noha Akugue Ani Wangelowa          | 3:6, 6:3, [11:9]  |
| 2.  | 13. August 2022    | Kairo               | ITF W15   | Sand      | Dimitra Pavlou   | Vanessa Ersöz Anastassija Poplawska     | 6:4, 2:6, [12:10] |
| 3.  | 20. August 2022    | Kairo               | ITF W15   | Sand      | Dimitra Pavlou   | Jelena Pridankina Jelisaweta Schebekina | 7:5, 6:3          |
| 4.  | 3. September 2022  | Kairo               | ITF W15   | Sand      | Dimitra Pavlou   | Mayuka Aikawa Gao Xinyu                 | 6:4, 6:4          |
| 5.  | 17. Juni 2023      | Monastir            | ITF W15   | Hartplatz | Beatrice Stagno  | Rikke de Koning Marente Sijbesma        | 6:1, 6:4          |
| 6.  | 28. September 2024 | Scharm asch-Schaich | ITF W15   | Hartplatz | Defne Çırpanlı   | Darja Šuvirđonkova Darja Selinskaja     | 2:6, 6:3, [10:7]  |
| 7.  | 16. November 2024  | Scharm asch-Schaich | ITF W15   | Hartplatz | Arlinda Rushiti  | Mirjana Jovanović Diana Jakowlewa       | 7:66, 6:3         |

## Persönliches
Yasmin ist die Tochter von Rania Abdoush und Mostafa Ezzat und hat eine Schwester Sara.